# Abdoul H Bagué
Abdoul Hamidou Bagué, né le 2 août 1993, est un réalisateur et acteur Burkinabè.

## Biographie

### Enfance et études
Abdoul H Bagué nait le 2 août 1993 à Ouagadougou. Il passe la plupart de son enfance à Libreville au Gabon et rejoint ensuite au Burkina Faso en 2005. Il est titulaire d'un baccalauréat A4 et n'a suivi les cours de droit que pendant une année.

### Carrière
Il commence sa carrière dans le monde du cinéma en tant qu'acteur. Il joue dans des séries et film avant de se lancer comme réalisateur. Il se fait former auprès de ses ainés du 7 art au Burkina Faso comme Gaston  Kaboré. Il réalise ensuite des films comme "Non lonti", "le fruit défendu", "les nouveaux riches". Il rejoint la scène internationale en travaillant sur des films comme "Epines du Sahel" de Boubacar Diallo et la série canal plus "Lex africana". Il travaille actuellement comme Directeur de production dans Tam-Tam groupe Presse. 

## Filmographie

### Réalisateur

#### Long métrage
- 2017: Le dernier tir[4]
- 2019 : Non loti[5]
- 2019 : C'est mon ex[6]
- 2020 : Djandjou [7]
- 2020 : Le fruit défendu [8]
- 2021 : Les nouveaux riches[9]
- 2022 : Mariage d'affaire[10]

#### Court métrage
2020 : Karma

### Acteur
- 2016 : Le prix de la séduction[12] (un film de Abdoul Aziz Nikiema)
- 2017 : Fadima[13] (un film de Sita Traoré)

## Distinctions
- Mentions spéciales séries lors du festival Lagunimages qui s'est déroulée au Bénin en 2022 pour sa série Karma[14]
- Il remporte le trophée lors de la 37è éditions du Festival vue d'Afrique au Canada avec la série Carma[15]